# José Luis Rebollo
José Luis Rebollo Aguado (nascido em 8 de outubro de 1972 a Madrid) é um antigo ciclista espanhol, profissional de 1998 a 2004 em diversas equipas. Tem conseguido sobretudo o Challenge de Mallorca em 1999.

## Palmarés
Amador Sub23
- 1994
  - 2.º da Volta a Toledo
- 1995
  - Volta à comunidade de Madrid
- 1996
  - Volta a Portugal do Futuro
    - 3. ª etapa da Volta de Biscaia

  - 2.º do Circuito Montanhês
- Profissional
- 1998
  - 3.º da Volta ao Algarve
- 1999
  - Challenge a Mallorca
  - Troféu Luis Ocaña
- 2001
  - 11. ª etapa da Volta a Portugal
- 2002
  - 3.º do Challenge a Mallorca

## Resultados na as grandes voltas

### Tour de France
1 participação
- 1999 : 75.º

### Volta a Espanha
4 participações
- 2001 : abandono
- 2002 : 85.º
- 2003 : 43.º
- 2004 : 51.º